# Gianpietro Maffoni
Gianpietro Maffoni (Orzinuovi, 2 novembre 1951) è un politico italiano, dal 10 luglio 2018 senatore della Repubblica per Fratelli d'Italia.
È stato sindaco del comune di Orzinuovi dal 27 maggio 2019 al 10 giugno 2024.

## Biografia
Ricopre l'incarico di consigliere comunale di Orzinuovi dal 1999 al 2004, assessore al Commercio, Attività Produttive e Sicurezza dal 2004 al 2009 e al termine del mandato viene eletto consigliere provinciale.
Nel febbraio 2012 viene eletto vice-coordinatore provinciale vicario del Popolo della Libertà.
Alle elezioni politiche del 2013 è candidato al Senato della Repubblica, nelle liste di Fratelli d'Italia nella circoscrizione Lombardia, senza essere eletto.
Non sarà eletto nemmeno alle politiche del 2018.
Diviene senatore il 20 luglio 2018, subentrando a Lara Magoni, dimessasi in seguito alla nomina ad Assessore regionale in Lombardia.
Il 27 maggio 2019 si candida e vince le elezioni comunali a Orzinuovi, suo paese natale, conquistando la carica di sindaco alla guida di una coalizione formata da Fratelli d'Italia, Lega e Forza Italia.
Alle elezioni politiche anticipate del 2022 viene candidato al Senato, tra le lista di Fratelli d'Italia nel collegio plurinominale Lombardia - 03, venendo questa volta eletto senatore. Nella XIX legislatura è segretario dell'ufficio di presidenza del Senato, eletto il 19 ottobre 2022 con 85 voti, e componente della 6ª Commissione Finanze e tesoro, in sostituzione del sottosegretario all'agricoltura, alla sovranità alimentare e alle foreste Patrizio Giacomo La Pietra, della 9ª Commissione Industria, commercio, turismo, agricoltura e produzione agroalimentare, del Comitato per la legislazione, della Giunta delle elezioni e delle immunità parlamentari, del Comitato parlamentare per i procedimenti di accusa e Commissione parlamentare d'inchiesta sulle condizioni di lavoro in Italia, sullo sfruttamento e sulla sicurezza nei luoghi di lavoro.